# مایک کوندرز
مایک کوندرز (انگلیسی: Mike Koenders؛ زادهٔ ۹ مهٔ ۱۹۹۲) بازیکن فوتبال اهل آلمان است.
از باشگاه‌هایی که در آن بازی کرده‌است می‌توان به باشگاه فوتبال پک زووله و باشگاه فوتبال امن اشاره کرد.